# Don Burgess
Pour les articles homonymes, voir Burgess.
Don Michael Burgess, né le 28 mai 1956 à Santa Monica, est un directeur de la photographie américain.

## Biographie
Don Burgess a étudié au Art Center College of Design de Los Angeles et est membre de l'American Society of Cinematographers (ASC) depuis 1995.  Son travail sur le film Forrest Gump (1994) de Robert Zemeckis lui a valu une nomination à l'Oscar de la meilleure photographie en 1995.

## Filmographie

### Cinéma

#### Longs métrages
- 1980 : Ruckus de Max Kleven
- 1985 : Fury to Freedom de Erik Jacobson
- 1986 : The Night Stalker de Max Kleven
- 1987 : Riposte immédiate (Death Before Dishonor) de Terry Leonard
- 1987 : Revolution Class (en) (Summer Camp Nightmare) de Bert L. Dragin
- 1987 : World Gone Wild de Lee H. Katzin
- 1988 : Under the Boardwalk de Fritz Kiersch
- 1989 : Vengeance aveugle (Blind Fury) de Phillip Noyce
- 1992 : Mo' Money de Peter MacDonald
- 1993 : Josh and S.A.M. de Billy Weber (en)
- 1994 : Forrest Gump de Robert Zemeckis
- 1994 : Richie Rich (Ri¢hie Ri¢h) de Donald Petrie
- 1995 : Forget Paris de Billy Crystal
- 1996 : Étoile du soir (The Evening Star) de Robert Harling
- 1997 : Contact de Robert Zemeckis
- 2000 : Apparences (What Lies Beneath) de Robert Zemeckis
- 2000 : Seul au monde (Cast Away) de Robert Zemeckis
- 2002 : Spider-Man de Sam Raimi
- 2003 : Terminator 3 : Le Soulèvement des machines (Terminator 3: Rise of the Machines) de Jonathan Mostow
- 2003 : Radio de Michael Tollin
- 2004 : 30 ans sinon rien (13 Going on 30) de Gary Winick
- 2004 : Le Pôle express (The Polar Express) de Robert Zemeckis
- 2004 : Un Noël de folie! (Christmas with the Kranks) de Joe Roth
- 2006 : Antartica, prisonniers du froid (Eight Below) de Frank Marshall
- 2006 : Ma super ex (My Super Ex-Girlfriend) de Ivan Reitman
- 2006 : Alesh al-baher de Hakim Belabbes
- 2007 : Il était une fois... (Enchanted ) de Kevin Lima
- 2008 : L'amour de l'or (Fool's Gold) de Andy Tennant
- 2009 : Les Zintrus (Aliens in the Attic) de John Schultz
- 2010 : Le Livre d'Eli (The Book of Eli) d'Albert et Allen Hughes
- 2011 : Source Code de Duncan Jones
- 2011 : Priest de Scott Stewart
- 2011 : Les Muppets, le retour (The Muppets) de James Bobin
- 2012 : Flight de Robert Zemeckis
- 2013 : 42 de Brian Helgeland
- 2014 : Opération Muppets (Muppets Most Wanted) de James Bobin
- 2016 : Conjuring 2 : Le Cas Enfield (The Conjuring 2: The Enfield Poltergeist) de James Wan
- 2016 : Alliés (Allied) de Robert Zemeckis
- 2017 : Monster Cars (Monster Trucks) de Chris Wedge
- 2017 : Ces différences qui nous rapprochent (Same Kind of Different as Me) de Michael Carney
- 2017 : Wonder de Stephen Chbosky
- 2018 : Les Chroniques de Noël (The Christmas Chronicles) de Clay Kaytis
- 2018 : Aquaman de James Wan
- 2020 : Sacrées Sorcières (The Witches) de Robert Zemeckis
- 2020 : Les Chroniques de Noël 2 (The Christmas Chronicles 2) de Chris Columbus
- 2024 : Here de Robert Zemeckis

#### Courts métrages
- 2007 : The Trap de Rita Wilson
- 2018 : The Tattooed Heart de Sheldon Wong Schwartz

### Télévision

#### Séries télévisées
- 1991 : Les contes de la crypte (Tales from the Crypt), épisode "Yellow" de Robert Zemeckis
- 1993 : Space Rangers (en), épisode "Fort Hope" de Mikael Salomon

#### Téléfilms
- 1980 : Superstunt II (documentaire) de Max Kleven
- 1987 : Playboy: Bedtime Stories de Robert C. Hughes et Anthony Spinelli
- 1988 : Trop jeune pour jouer les héros (Too Young the Hero) de Buzz Kulik
- 1989 : Breaking Point de Peter Markle
- 1990 : The Court-Martial of Jackie Robinson de Larry Peerce
- 1992 : Two-Fisted Tales (segment "Yellow") de Robert Zemeckis

## Ludographie
- 1992 : Night Trap de James W. Riley